# 反射性失神
反射性失神（英語：Reflex syncope）とは、神経起因性失神とも呼ばれる神経原性に生じる血圧低下が引き起こす短時間の意識消失である。意識を失う前に汗をかいたり、見えなくなったり、耳鳴りを経験することがある。意識消失の間に痙攣を起こす人もいる。合併症には転倒による外傷がある。
反射性失神には、血管迷走神経性失神(vasovagal syncope)、頸動脈洞症候群(carotid sinus syncope)、状況失神(situational syncope)が含まれる。血管迷走性の失神は一般的には血を見ることや痛み、感情的ストレス、長時間の立位によって生じる。状況性失神は排尿や嚥下、咳嗽等によって生じる。頸動脈洞症候群は首にある頸動脈洞への圧力によって生じる。基本的なメカニズムは神経系が心拍数の低下と血管拡張を起こし、その結果として低血圧が生じ、脳に十分な血液が流れなくなることである。診断は他の可能性のある原因を除外診断することにもとづく。
特に治療を要さず回復する。予防のためにはきっかけを回避することである。予め十分な水分や塩分を摂り、運動することも役立つ。これだけでは血管迷走性失神を予防できない場合は、ミドドリン やフルドロコルチゾン のような薬物を試してもよい。まれに心臓ペースメーカーを使うこともある。反射性失神は少なくとも1/1000人年の頻度で生じる。失神の中で最も頻度の多いものであり、失神全体の50%以上を占める。

## 症状
血管迷走性失神の発作は反復して起こることが普通であり、そのきっかけも特定できることが多い。意識を失う前に、早期の兆候として立ちくらみや吐き気、極度な暑さ/寒さ(発汗を伴う)、耳鳴、心窩部の不快感、思考がまとまらない、混乱、話したり文章にしたりができない（軽度の吃音を伴うこともある）、力が入らない、視覚障害（羞明や視野がぼやける、狭くなる、視野に黒い雲のような物が見える）などを本人が感じたり、不穏になることもある。失神する前のこれらの症状が数秒間から数分間の間に強度を増していく場合がある（失神する場合）。通常、症状は坐位ないし立位のときに生じる。
意識を失うと本人は倒れる（そうならないように支えられていないかぎり）。倒れることで脳血流がただちに回復し、本人は意識を回復する。もし本人が完全に平らな位置にまで倒れない場合、すなわち頭部が体幹より高い位置にある場合には、痙攣発作と似たような状態が生じる。血流が脳に十分に戻らないために脳の神経細胞が異常な発火を起こし、筋肉の痙攣を起こすためである。しかし、大抵の場合、体はこわばったままである。
意識消失を引きおこした自律神経系の生理的変化は数分間続くことがある。
- 目が覚めたときに本人が座ったり立ったりしようとした場合。この場合、再度失神することがある。
- 悪心や顔面蒼白、発汗は数分間から1,2時間続くことがある。

## 原因
反射性失神は心拍数と血圧調整機構の機能障害に対する反応として生じる。心拍数が減り、血圧が下がることで脳に血流が行かなくなり、それが失神を起こす。

### 血管迷走性失神
典型的なきっかけ:
- 長時間の立位[7]
- 情動的ストレス[7]
- 痛み[7]
- 血を見ること[7]
- 時間的に変動する磁場[9] （経頭蓋磁気刺激)

### 状況失神
- 排尿(後)失神[2]
- いきむ、排便時など[2]
- 咳嗽、くしゃみ[2]
- 嚥下[2]
- その他(笑う、金管楽器吹奏、重量挙げ）[2]

### 頸動脈洞症候群
首の一定の場所を押すことによって生じる。首を絞めるような襟のついた服の着用や髭剃り、首振り動作などがある。

## 病態生理学
きっかけの種類にかかわらず、失神するメカニズムは血管迷走性失神すべてで共通している。脳幹にある孤束核が間接的ないし直接的なきっかけで活性化され、副交感神経系 (迷走神経系)の活動性亢進による刺激の増幅につながり、一方で交感神経系の活動性が低下することである。
この結果、種々の血行動態上の応答が起こる:
1. その一つが心臓抑制反応である。心拍数低下(負の変時作用)および収縮力低下（負の 強心作用）が特徴的である。これらが心拍出量を低下させ、これは意識を失うのに十分な程度である。これらは副交感神経系の活動性亢進によるものと考えられている。
2. また別の反応の一つが血管拡張反応である。心拍数があまり変わらない中で、血圧が下がることで（80/20程度まで)生じるものである。この現象は血管の拡張によって生じ、おそらくこれは交感神経系の活動性が低下することが原因である。
3. 血管迷走神経性失神を起こす大半の人がこの2つの反応を一緒に起こす。どちらが強いかは人それぞれである。

こうした生理学的反応の説明の一つがBezold-Jarisch反射である。
血管迷走神経性失神には進化的な意味があるかもしれない。特に闘争・逃走反応と関連するのかもしれない。

## 診断
上記で述べたメカニズムの他にもいくつかの医学的原因が失神の原因となる。意識消失の正しい診断は難しい。血管迷走性失神の診断のかなめとなるものは、典型的なきっけや症状、経過を明確に把握することである。
浮遊感や痙攣発作、めまい、低血糖症状などの他の原因を伴うものとの鑑別は重要である。
血管迷走神経性失神を繰り返し起こす患者については次のような診断テストを行うことで診断の精度が向上する:
- チルト試験 （結果の解釈には患者の臨床的な状況、症状の把握、この試験の感度や特異性の正確な理解が必要である）[12]
- ループレコーダーの挿入と設置
- ホルター心電図 イベントモニター
- 心臓超音波検査
- 電気生理学的検査

## 治療
反射性失神の治療にはきっかけの回避や発作が起きたときの脳血流の回復、上述した副交感神経機構が起こす事象を止めたり、予防したりすることが含まれている。

### ライフスタイルの変化
- この処理は回避のきっけかを引き起こすことで知られているの失神、手足のふるえる。しかし、先行研究によると人はサクラハウス削減血管迷走神経性失神、手足のふるえによ暴露に基づく演習と学療法士の場合、トリガの心や感情など、アドバイスをすべて使いました。[13] ただし、トリガーは、特定の医薬品は、その回避を処理します。
- "応用緊張"と呼ばれる技法が血を見たときに失神する患者には有効だろう[14]。この技法はきっかけにさらされたときに骨格筋を約15秒間の締め付け、それからゆっくり緩めることである[15]。2,3分間の間、30秒ごとにこの技法を繰り返す[15]。
- で血管迷走神経性失神、手足のふるえの低下を招くことが血圧、リラックスの全体としてのモードの回避は良くない。[13] 人では足の締め付け脚の筋肉続血圧が下がらない大きく前の注射します。[16]
- 前の既知のトリガイベントでは、被災者の増加消費量の塩と液体の血液量の増加です。スポーツドリンクやお飲み物電解液にすることがある。
- 人には教育にどのように対応する更なるエピソードの失神、手足のふるえた場合は、経験 prodromal 警告:ものであることが下げ足、少なくとも低頭増血液の流れを脳内です。したがって、少なくとも、発症の初期症状の患者試みるべきである移転できるような"安全"、おそらくクッション、立地紛失した場合は意識す。位置決めうる方法の影響からの落下や倒壊する最小化するのにも最適です。"安全"の分野で近年、"時間"の本質であり、これらの症状の普通盛り上がりを意識消失内になっております。場合は、個人の意識を失っきり自分の頭になったのです。密服すべきほぐします。た場合の誘発因子が、それは除去されるべきである可能な場合(たとえば、その原因が痛みます。
- 着段圧縮ストッキングが有効なことがあります。

### 薬物療法
- 特定 の薬剤は あるもの:
  - Βブロッカー (βアドレナリン拮抗薬)は、最も普通の薬指し、よりよいものにしていきたい効果のない様々な研究はこのような規定されます。また、これらの失神、手足のふるえによる低血圧と心拍数です。[17][18]
  - 薬る効果が現れることがあります：CNS，[19] fludrocortisoneは、midodrineは、SSRIs[20] などの paroxetine は sertralineは、disopyramideので、健康-介護の設定が失神、手足のふるえが見込まれる atropine アドレナリン(アドレナリン)です。[21]
- 人のcardioinhibitoryの血管迷走神経性失神、手足のふるえ注入の 永久ペースメーカー が有益であると考えられるも治療します。[22]

血管迷走神経性失神の長期的な治療
- プリロード剤
- Vasoconstrictors
- Anticholinergic剤
- 負の心臓inotropes
- 中央剤
- 機械装置
- 中断に関しての薬剤知られる低血圧するのに役立つかもしれないが、停止 降圧薬の で危険が予想される人もいます。を降圧薬が悪くなることがあり、失神、手足のふるえ、高血圧、体の方法を補うためには低血圧です。

## 予後
短時間の意識消失によって永続的な健康被害が残ることは通常はない。反射性失神は他の点ではごく健康な人に生じる。原因は複数あり、それは長時間の起立など些細なものであることが普通である。
血管迷走神経性失神による主なリスクは意識を失って転倒することによる外傷である。薬物療法によってさらなる失神の可能性を未然に防げるかもしれない。ただし、一部の患者には無効であり、その場合は失神を繰り返すことになる。